# Јаник Лезур
Јаник Лезур (фр. Yannick Lesourd; Дре 3. април 1988) је француски атлетичар чија је специјалност трчање на 100 метара.

## Каријера
Године 2007, Јаник Лезур освојио првенство Француске за јуниоре, на 60 м, 100 м и 200 м. Учествовао је на Европско првенство у на отвореном за јуниоре у Хенгелу, (Холандија), и освојио сребрну медаљу на 100 м са 10,53, иза Немца Јулијана Реуса. Био је трећа измена у штафети Француске 4 х 100 метара. Изабран је у штафету за штафету 4 х 100 метара на Летњим олимпијским играма 2008. у Пекингу, где су елиминисани у предтакмичењу.
Свој лични рекорд на 100 м постигао је у Алби, 29. јула 2011. на првенству Француске када је истрчао 10,29 (+2,0 м/с), па је ушао у састав француске штафете на Светском првенству у Тегуу 2011., која је у саставу Теди Тенмар, Кристоф Леметр, Јаник Лезур и Жими Вико освојила сребрну медаљу, резултатом 38,20 што је био рекорд сезоне.